# Франсис Бърнет
Франсис Бърнет (на английски: Frances Hodgson Burnett) е британско-американска писателка.

## Биография и творчество
Баща ѝ, търговец по професия, умира, когато тя е на 4 години, и за семейството настават трудни години. С надежди за по-добър живот майка ѝ отвежда нея и двете ѝ сестри от Великобритания в Тенеси, САЩ, в периода след Гражданската война. Младата жена опитва да изкара прехраната си по различни начини, включително с писане. Усилията ѝ са възнаградени и през юни 1868 г. нейният първи разказ е отпечатан.
През 1870 г. майката на писателката почива. Две години по-късно Франсис се завръща в родината си. През 1873 г. сключва брак със Суон Бърнет, с когото впоследствие се местят във Франция, където с писателската си дейност тя издържа и него. Първият им син умира от туберкулоза. По-късно тя се развежда с мъжа си. Вторият ѝ брак също не е особено успешен.
За сметка на това кариерата и славата на Бърнет вървят стремглаво нагоре. Писателката става истински известна след публикуването на първия си детски роман „Малкият лорд Фаунтлерой“ през 1886 г. Голям успех има и следващият роман „Малката принцеса“. Така или иначе най-широка популярност от творбите ѝ достига „Тайната градина“ (1911).